# Nová Ves u Mladé Vožice
Pour les articles homonymes, voir Nová Ves.
Nová Ves u Mladé Vožice (en allemand : Neudorf bei Jung Woschitz) est une commune du district de Tábor, dans la région de Bohême-du-Sud, en Tchéquie. Sa population s'élevait à 186 habitants habitants en 2020.

## Géographie
Nová Ves u Mladé Vožice se trouve à 5 km à l'ouest-nord-ouest de Mladá Vožice, à 16 km au nord-nord-est de Tábor et à 64 km au sud-sud-est de Prague.
La commune est limitée par Miličín et Oldrichov au nord, par Zhoř u Mladé Vožice et Řemíčov à l'est, par Hlasivo et Jedlany au sud, et par Nemyšl à l'ouest.

## Histoire
La première mention écrite du village date de 1257.

## Patrimoine

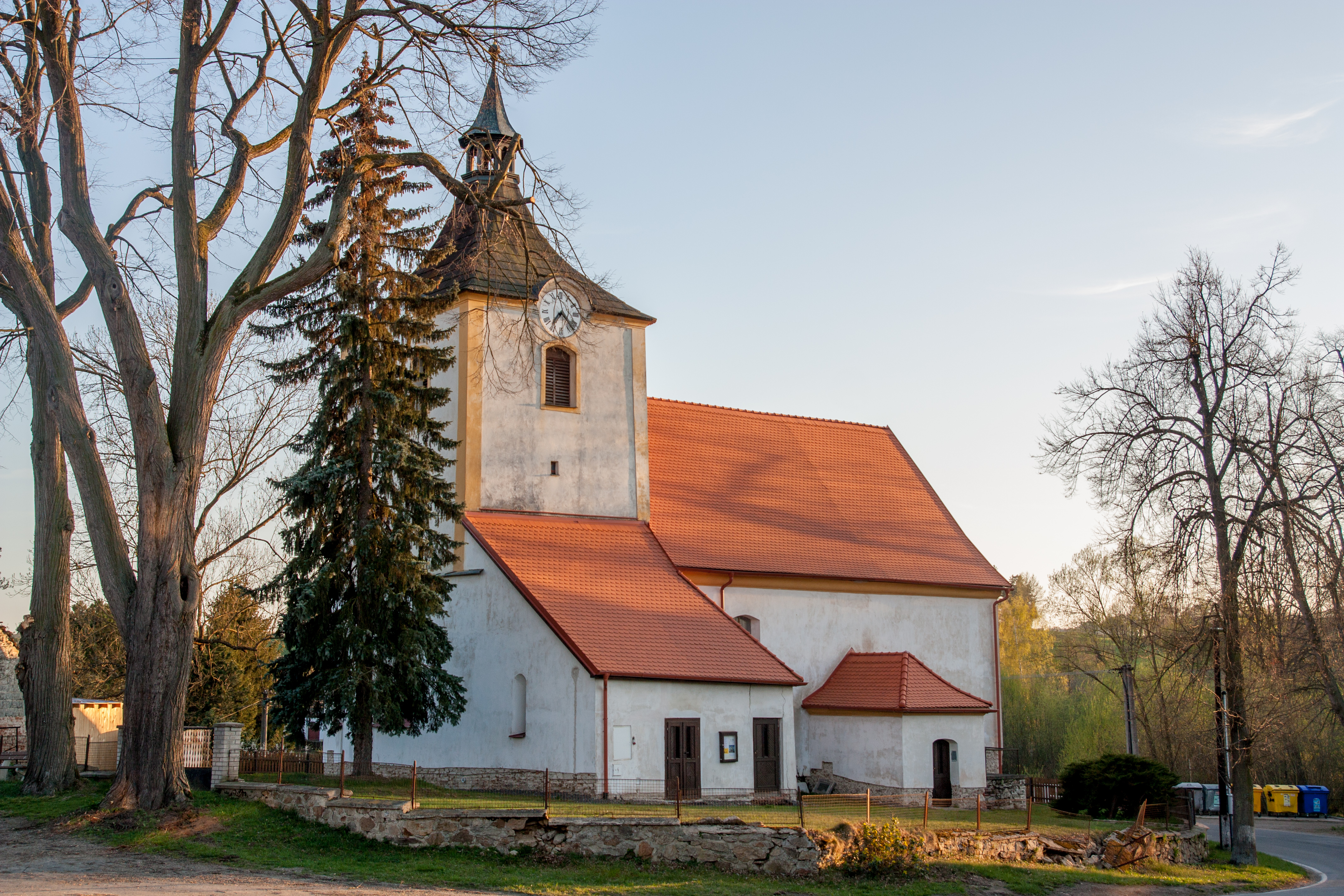
Chapelle à Nová Ves u Mladé Vožice.
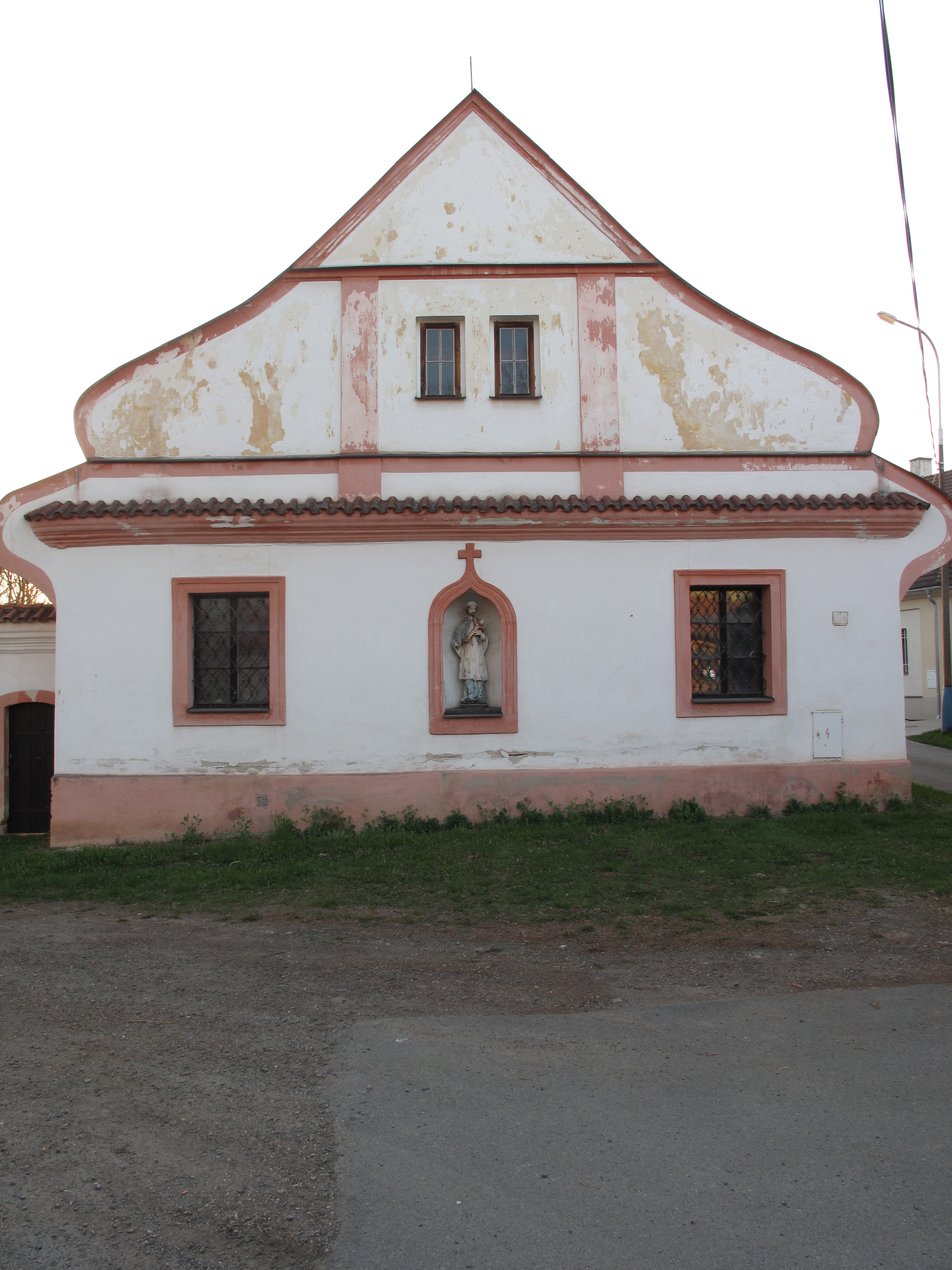
Architecture rurale.

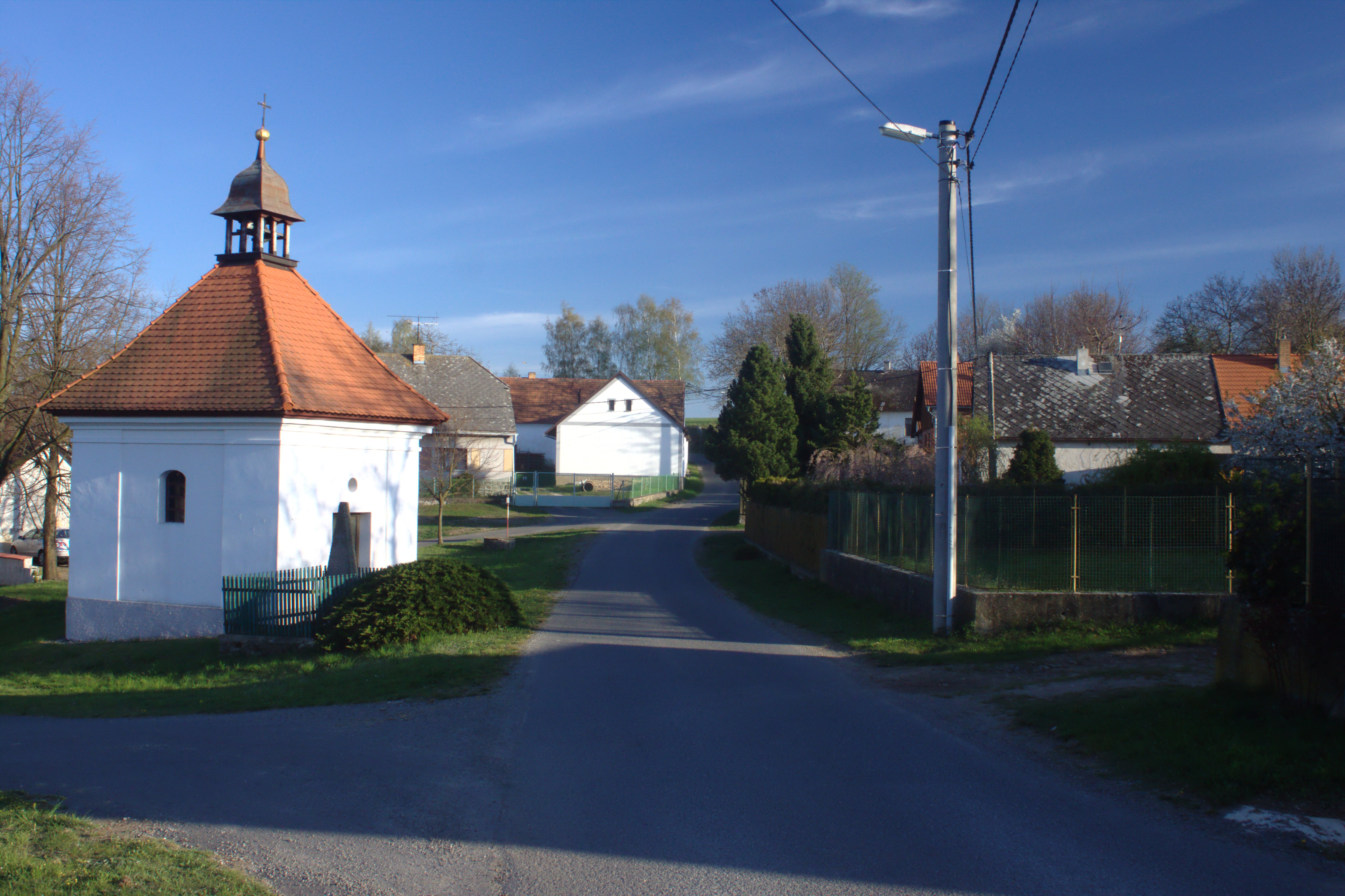
Chapelle à Horní Střítež.